# Ой-Міттельберг
Ой-Міттельберг (нім. Oy-Mittelberg) — громада в Німеччині, знаходиться в землі Баварія. Підпорядковується адміністративному округу Швабія. Входить до складу району Оберальгой.
Площа — 60,24 км2. Населення становить 4654 ос. (станом на 31 грудня 2020).